# 苏联最高法院军事审判庭
苏联最高法院军事审判庭（俄语：Военная коллегия Верховного суда СССР）由苏联最高法院于1924年成立，作为针对红军和红海军的高级军事和政工人员的法院。此外，它直接主管军事法庭，也是军事上诉的最高权力机构。1934年6月，军事审判庭的职责发生了重大变化，被授权审理适用于刑法第58条的反革命案件。1937年至1938年的大清洗期间，军事审判庭通常根据约瑟夫·斯大林亲自批准的清单审判知名人物，其中适用刑法第58条的大多数案件都是由内务人民委员部三人法庭通过法外方式进行处理的。该军事审判庭做出了大部分摆样子公审。

## 历任审判长
- 1923年至1926年：瓦连京·安德烈耶维奇·特里福诺夫
- 1926年至1948年：瓦西里·瓦西里耶维奇·乌尔里希